# Fraktion der Schweizerischen Volkspartei der Bundesversammlung
Die Fraktion der Schweizerischen Volkspartei der Bundesversammlung (V) / Groupe de l'Union démocratique du centre l'Assemblée fédérale (V) / Gruppo dell'Unione democratica di Centro l'Assemblea federale (V) ist eine Parlamentarierfraktion der Schweizerischen Bundesversammlung. Im Parlamentsbetrieb trägt die Fraktion die Abkürzung V.

## Fraktion

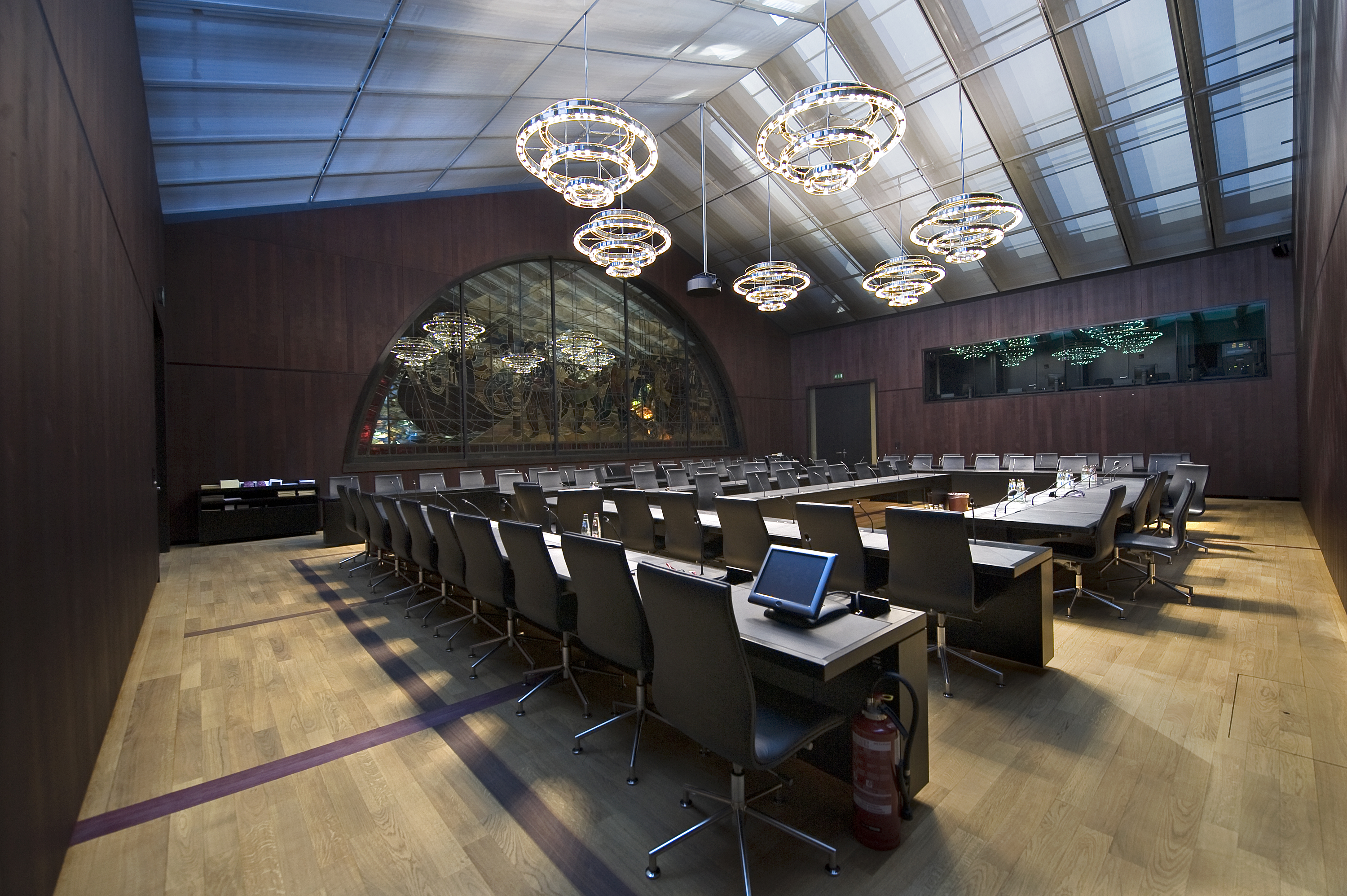
SVP-Fraktionszimmer im Bundeshaus

Die Fraktion der Schweizerischen Volkspartei vertritt über 30 Prozent Wähleranteil (Wahlen 2023). Ihr gehören 67 Nationalräte (NR) und 7 Ständeräte (SR) an: 62 Nationalräte und 6 Ständeräte der Schweizerischen Volkspartei (SVP), 2 Nationalräte und ein Ständerat des Mouvement Citoyens Genevois (MCG), 2 Nationalräte der Eidgenössisch-Demokratische Union (EDU) und ein Nationalrat der Lega dei Ticinesi (Lega).
Die gemeinsame Fraktion von SVP, MCG, EDU und Lega ist in ihren Entscheidungen unabhängig von anderen Parteiorganen, sie stützt sich jedoch auf die Ziele und Programme der Parteien. Die Nominierung der SVP-Kandidaten für die Bundesratswahlen gehört in die alleinige Zuständigkeit der SVP-Bundeshausfraktion.

## Fraktionsleitung
Präsidium
Fraktionspräsident ist Thomas Aeschi (ZG/NR), die Vizepräsidenten sind Michaël Buffat (VD/NR), Franz Grüter (LU/NR), Alfred Heer (ZH/NR), Hannes Germann (SH/SR), sowie Stefanie Heimgartner (AG/NR).

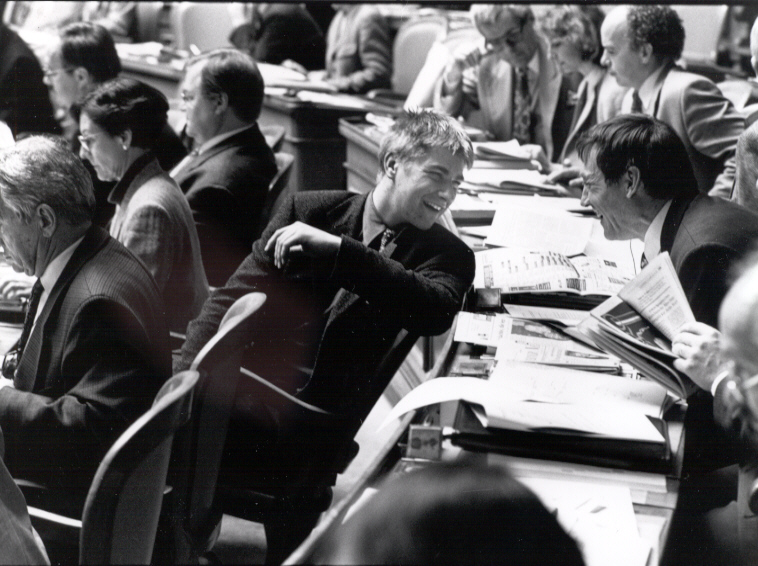
Mitglieder der SVP-Fraktion 1996, Toni Brunner in der Mitte, Ueli Maurer rechts hinten

## Zusammensetzung
| Legislatur | Jahre     | Mitglieder | Ständerat | Nationalrat | Stimmenanteil NR |
| 52.        | 2023–2027 | 74         | 7         | 67          | 29,75 %          |
| 51.        | 2019–2023 | 63         | 8         | 55          | >27,34 %         |
| 50.        | 2015–2019 | 74         | 6         | 68          | 29,4 %           |
| 49.        | 2011–2015 | 63         | 6         | 57          | 26,6 %           |